# 야스나 프리치 바우어
야스나 프리치 바우어(Jasna Fritzi Bauer, 1989년 2월 20일 ~ )는 스위스의 배우이다.

## 출연 작품
- 컷 오프 (2018)
- 완벽한 커플 (2018)
- 골리앗 (2017)
- 아홀로틀 오버킬 (2017)
- 어바웃 어 걸 (2014)
- 브로큰 글래스 파크 (2013)
- 엘리제를 위하여 (2012)
- 바바라 (2012)
- 얼라이브 앤 틱킹 (2011)